# Víctor Zapana Serna
Víctor Zapana Serna (Copacabana, 24 de agosto de 1926 - La Paz, 1997) fue un artista dedicado a la escultura, considerado como uno de los mayores representantes de la escultura boliviana; estudió en la Escuela de Bellas Artes Hernando Siles de La Paz  de donde egresó en 1954, allí fue alumno de Alejandro Gonzáles Aramayo. LLegó a ser docente de aquella Escuela  durante 36 años y de la carrera de artes de la Universidad Mayor de San Andrés. Sus obras se empezaron a exponer desde 1954, hasta 1981 participó de al menos 10 exposiciones individuales en Bolivia y Colombia y otras colectivas. A lo largo de su vida artística sus obras llegaron a distintos lugares del mundo, desde colecciones privadas de Alemania, Chile, Estados Unidos ("La Chichera", "Alpaca", "Toro", "Titiphisi", "La Pastora", "Familia Altiplánica"), Ecuador, España, Francia, Italia, Perú y México ("Madre Andina"). A decir de la estudiosa Micaela Pentimalli:

“El escultor profesaba un sentimiento panteísta de la vida, en una visión romántica de pertenencia de todos los seres, animados e inanimados, a la Naturaleza; para Zapana, el bloque de piedra encerraba formas que el artista ‘encontraba’. Los temas que más representó fueron los animales de la fauna andina”.
Pentimalli

## Biografía

### Infancia
Víctor Zapana nació el 24 de agosto de 1926 en la localidad de Copacabana, Bolivia, en el departamento de La Paz. Desde temprana edad, se centraba en las distintas formas de expresión plástica como la arcilla, con la que por su cuenta propia, diseñaba figuras de los animales que rodeaban su contexto cotidiano, siendo hijo de artesanos, desarrolló afinidad también por la pintura en relicarios, posteriormente, a consecuencia de problemas familiares, decidió escapar a temprana edad de Copacabana, emigrando hacia la ciudad de La Paz, donde trabajó de distintas formas, desde cargador hasta de albañil. Trabajó a órdenes de Flavio Machicado Viscarra en la Cantera de Comanche como Jefe de Producción.Posteriormente fue admitido en la Academia de Bellas Artes tras vencer satisfactoriamente el examen de admisión, dada su gran habilidad desarrollada como artista para este punto, decidió seguir con sus estudios los cuales fueron impartidos por docentes de arte como Alejandro Gonzáles Aramayo.

### Primeros trabajos
Las primeras exposiciones realizadas por Zapana, fueron colectivas de los alumnos de la Academia de Bellas Artes, demostrando de esta forma, públicamente, su gran habilidad como artista, el mismo año de su egreso: 1954, participó del I Salón de Artes plásticas obteniendo el primer lugar y la medalla de oro por su obra La madre, en 1956 ganó el primer premio en escultura en el Salón Pedro Domingo Murillo con la obra: la Desnuda, mandada a hacer por el presidente Víctor Paz Estenssoro como obsequio a su esposa, en 1973 ganó el Gran premio con la obra Maternidad.

### Etapa segunda
Ahora como artista, las obras de este periodo mostraban la evolución de su trabajo, le fueron encargadas diferentes obras públicas que hoy pueden observarse principalmente en las ciudades de La Paz y El Alto. El escultor y docente Efraín Callizaya comenta que Zapana era amante de la historia y los mitos. Sobre la escultura Huyustus comenta que cuando la Alcaldía Municipal le encomendó el trabajo Zapana hizo una profunda investigación y al no encontrar imágenes ni descripciones físicas del personaje decidió realizar una representación simbólica del mismo, meditó en la silla en la que daba cátedra en la Academia de Bellas Artes y llamó al portero del recinto, Carlos Blanco, quien le sirvió de modelo, a la figura original le hizo modificaciones en la cabellera y agregó el cinto.

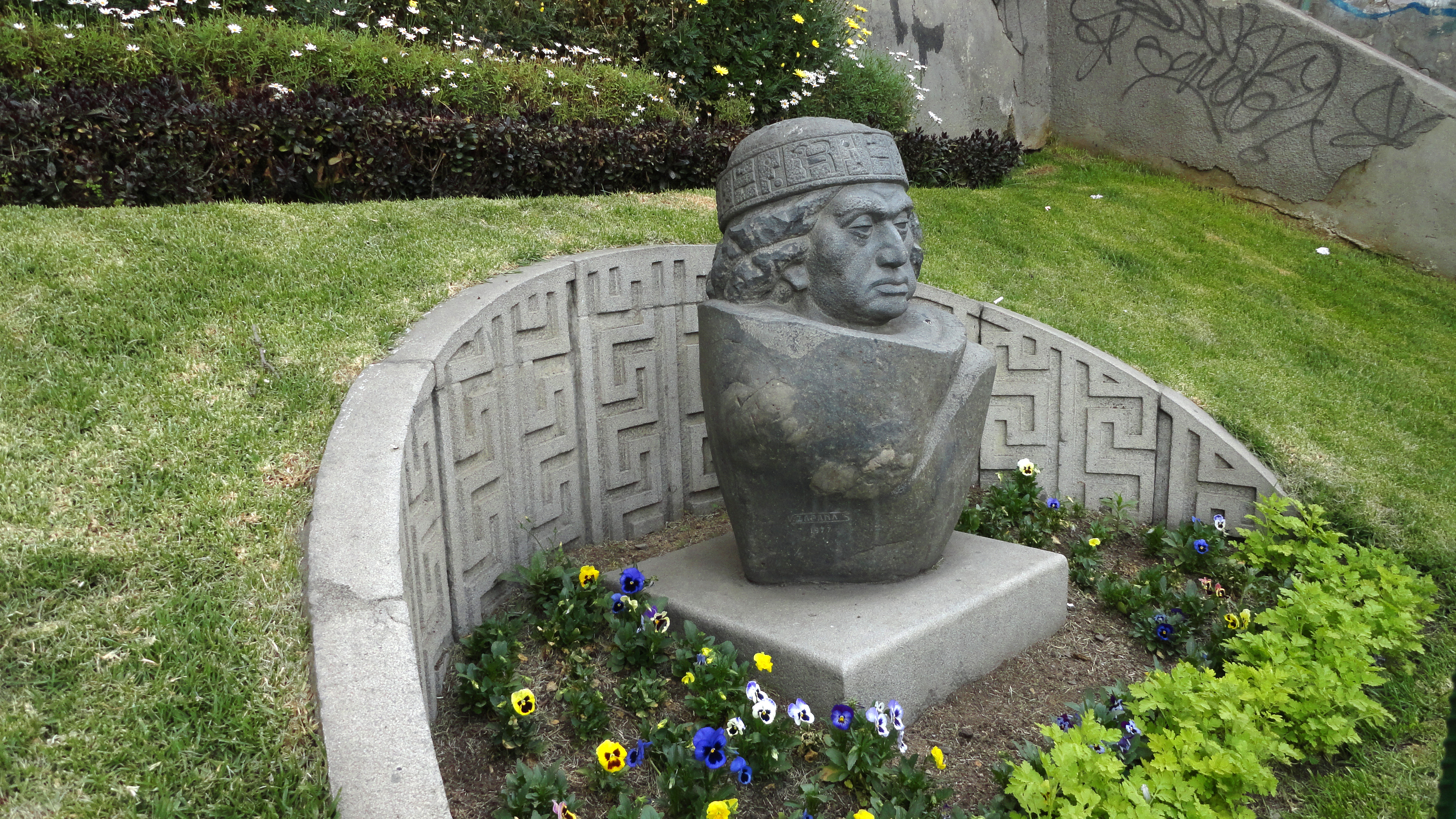
Cacique Huyustus, Obra de Zapana en la Avenida Arce de La Paz.

En la Academia Nacional de Bellas Artes tuvo como estudiantes a  Eric y Ramón Tito, Víctor Hugo y Wilfredo Echeverría y Eusebio Montealegre entre otros.

## Algunas Obras
- Monumento al Soldado Desconocido, Potosí, 1963.
- Monumento de Adela Zamudio, 1977.
- Busto al pensador aymara Huyustus en piedra basalto[4] , La Paz, 1977.
- Ekeko,[4] La Paz, 1977.
- Adela Zamudio ,La Paz.

## Premios
Durante su carrera fue merecedor de numerosos premios, entre ellos:
- Primer Premio y Medalla de Oro en el I Salón de Artes Plásticas convocado por el Ministerio de Educación, 1955.
- Primer Premio en escultura del Salón Murillo con la obra Mujer desnuda, La Paz, 1956.
- Segundo Premio en escultura del Salón Murillo con la obra La espera, La Paz, 1958.
- Segundo Premio en escultura del Salón Murillo con la obra Incertidumbre La Paz, 1960.
- Primer Premio de Escultura en el IV Salón Nacional de Artes Plásticas del Ministerio de Educación,1961.
- Primer Premio en escultura del Salón Murillo con la obra Auki Auki La Paz, 1967.
- Gran Premio en escultura del Salón Murillo con la obra Madre La Paz, 1973.
- Primeros Premios en Cerámica y Escultura en I Bienal Internacional de Arte Bolivia organizado por el Grupo Pucara,La Paz, 1981.
- Primer Premio en escultura de la Bienal Pucara (LP, 1985)
- Primer Premio en escultura en el XX Salón Municipal de Cochabamba ,1987.

## Homenajes
Al menos tres calles en Bolivia, entre las ciudades de La Paz y El Alto y una plazoleta de la ciudad de La Paz, en la zona de Següencoma, llevan su nombre.